# North Dakota State Board of Higher Education
North Dakota State Board of Higher Education (SBHE) är en utbildningsnämnd som har det övergripandet ansvaret för all högre utbildning i den amerikanska delstaten North Dakota. De är bland annat huvudman för det offentliga skolsystemet North Dakota University system (NDUS), som förfogar över elva offentliga utbildningsinstitutioner, sex universitet och fem college, i delstaten. SBHE är underställd North Dakotas guvernör och den delstatliga utbildningsmyndigheten North Dakota Department of Public Instruction och det är guvernören som utser samtliga nämndledamöter, där sju sitter på varsitt fyraårigt mandat medan en student sitter på ett ettårigt mandat. Nämnden består också av två rådgivare, en som representerar lärarkåren och den andra representerar övrig personal. Den leds av ordförande Kathleen Neset och vd Dr. Mark R. Hagerott, som är också kansler för skolsystemet NDUS, och som är placerade i delstatshuvudstaden Bismarck.
Utbildningsnämnden grundades 1939 av North Dakotas delstatsregering efter att en folkomröstning genomfördes året innan, där det slog fast att det behövdes en statlig institution som har det övergripandet ansvaret och kontrollen över statliga utbildningsinstitutioner för att driva dem så effektivt som möjligt, utifrån både akademiskt och ekonomiskt synvinkel.